# Ta-Dah
Ta-Dah is het tweede studioalbum van de Amerikaanse band Scissor Sisters en kwam uit op 18 september 2006.
Op het album werkten Scissor Sisters onder andere samen met Elton John met wie ze de nummers I Don't Feel Like Dancin en Intermission schreven. Ook werkten ze samen met Carlos Alomar en Paul Williams.

## Tracklisting
De cd is in twee versies uitgegeven. Een met één cd en een speciale box-uitgave met twee cd's.

### CD1
1. "I Don't Feel Like Dancin"
2. "She's My Man"
3. "I Can't Decide"
4. "Lights"
5. "Land of a Thousand Words"
6. "Intermission"
7. "Kiss You Off"
8. "Ooh"
9. "Paul McCartney"
10. "The Other Side"
11. "Might Tell You Tonight"
12. "Everybody Wants the Same Thing"

### CD2
1. "Hair Baby"
2. "Contact High (Demo)"
3. "Almost Sorry"
4. "Transistor"
5. "Making Ladies"
6. "I Don't Feel Like Dancin' (Paper Faces Remix)"

## Singles
- I Don't Feel Like Dancin (04-09-2006)
- Land of a Thousand Words (04-12-2006)
- Ooh (2007)